# Cantone di Aix-les-Bains-1
Il Cantone di Aix-les-Bains-1 è una divisione amministrativa dell'arrondissement di Chambéry.
È stato istituito a seguito della riforma dei cantoni del 2014, che è entrata in vigore con le elezioni dipartimentali del 2015. Alla sua istituzione contava una parte del comune di Aix-les-Bains più 14 comuni ridottisi a 9 dal 1º gennaio 2016 per effetto della fusione dei comuni di Albens, Cessens, Épersy, Mognard, Saint-Germain-la-Chambotte e Saint-Girod a formare il nuovo comune di Entrelacs.

## Composizione
Comprende parte della città di Aix-les-Bains e i comuni di:
- La Biolle
- Brison-Saint-Innocent
- Entrelacs
- Grésy-sur-Aix
- Montcel
- Pugny-Chatenod
- Saint-Offenge
- Saint-Ours
- Trévignin